# Hebraïcus
Een hebraïcus is iemand die is afgestudeerd in de Hebreeuwse taal en cultuur en/of daarin lesgeeft, of die anderszins geldt als een groot kenner van deze Semitische taal.

## Bekende hebraïci
- Johannes Campensis (1490-1538), Nederlands hebraïcus, katholiek theoloog en hoogleraar
- Eliëzer Ben-Jehoeda (1858-1922), Joods-Litouws-Palestijns hebraïcus, ontwerper van het moderne Hebreeuws
- Wilhelm Gesenius (1786-1842), Duits theoloog, taal- en geschiedkundige, hoogleraar
- Albert van der Heide (1942), Nederlands hebraïcus en judaïst, hoogleraar
- Kurt Schubert (1923-2007), Oostenrijks hebraïcus en judaïst, hoogleraar
- Albertus Schultens (1686-1750), Nederlands hebraïcus en arabist; de eerste taalkundige die het Hebreeuws in samenhang met andere Semitische talen bestudeerde
- Simon de Vries (1870-1944), Nederlands rabbijn, hebraïcus en publicist
- Antonia van Würtemberg (1613-1679), Duits hebraïcus en kabbalist
- Joseph Wijnkoop (1842-1910), Nederlands rabbijn en hebraïcus